# Pozzomaggiore
Pozzomaggiore là một đô thị ở tỉnh Sassari trong vùng Sardinia, có khoảng cách khoảng 140 km về phía tây bắc của Cagliari và cách khoảng 40 km về phía nam của Sassari. Tại thời điểm ngày 31 tháng 12 năm 2004, đô thị này có dân số 2.871 người và diện tích là 79,4 km².
Pozzomaggiore giáp các đô thị: Bosa, Cossoine, Mara, Padria, Semestene, Sindia, Suni.